# NGC 2349
NGC 2349 je otvoreni skup u zviježđu Jednorogu. 

## Vanjske poveznice
- SEDS: NGC 2349